# Gran Ballon

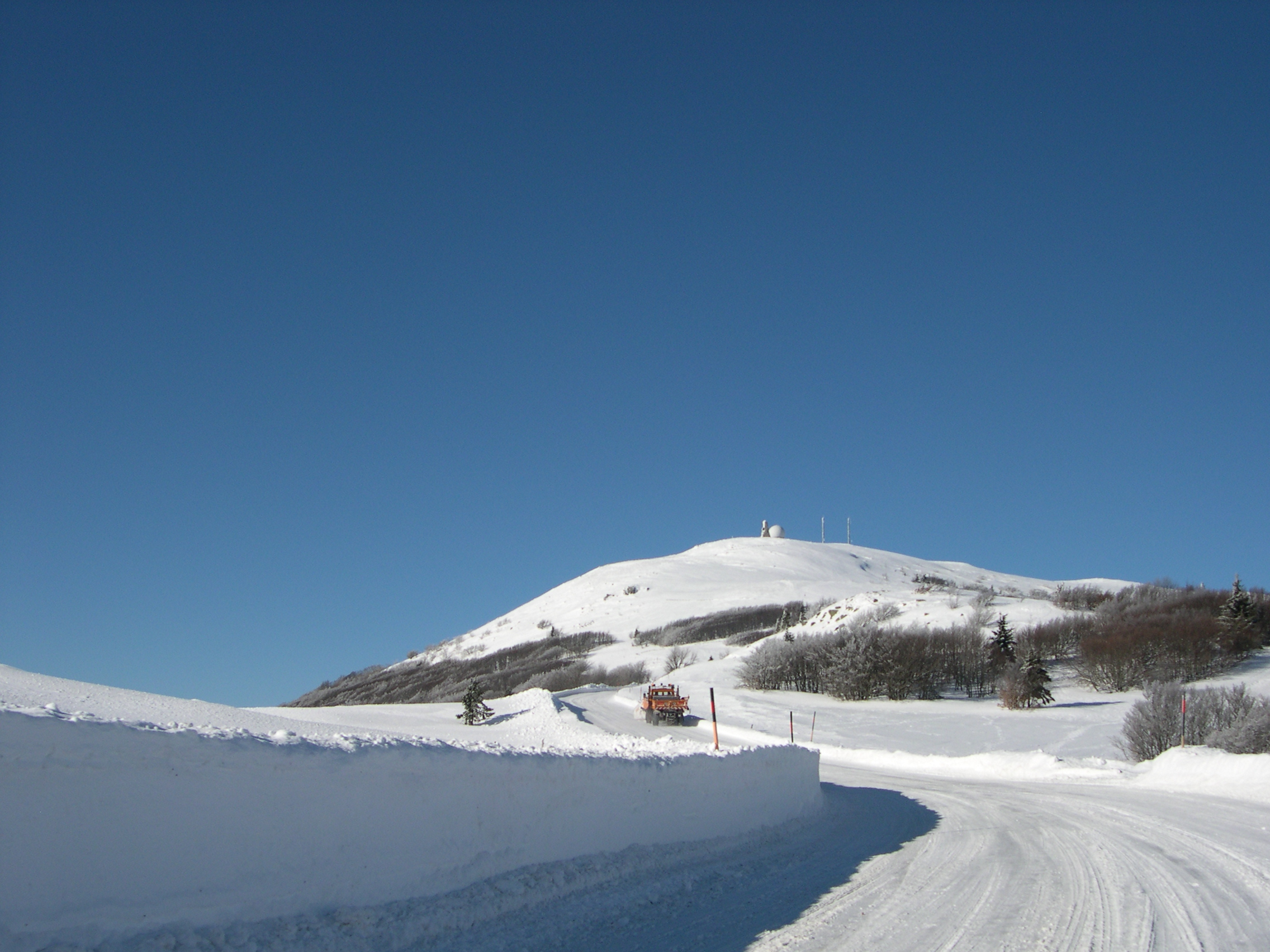
El pico en invierno.

El Grand Ballon (en alsaciano y alemánː Grosser Belchen) es la culminación de la cordillera de los Vosgos, situada a 25 km al noroeste de Mulhouse.
Algunos todavía le llaman bola Guebwiller, el nombre del pueblo más cercano, situado a 8 km al este en línea recta. Se eleva a 1.424 metros sobre el nivel del mar.
Un camino de senderismo pasa por la famosa cumbre desde el este, cruzando un paso a una altitud de 1.325 metros.
- Datos: Q1397720
- Multimedia: Grand Ballon / Q1397720